# Saint-Thibaut
 Saint-Thibaut  là một xã ở tỉnh Aisne, vùng Hauts-de-France thuộc miền bắc nước Pháp. 

## Hành chính
| Danh sách các thị trưởng               |           |                    |      |         |
| Giai đoạn                              | Giai đoạn | Tên                | Đảng | Tư cách |
| mars 2001                              | mars 2008 | Bernard Desormiere |      |         |
| mars 2008                              |           | Claudine Horblin   |      |         |
| Tất cả các dữ liệu trước đây không rõ. |           |                    |      |         |

## Dân số
| Năm | 1962 | 1968 | 1975 | 1982 | 1990 | 1999 |
| --- | ---- | ---- | ---- | ---- | ---- | ---- |
| Dân số | 78   | 84   | 64   | 49   | 45   | 57   |
| From the year 1968 on: No double counting—residents of multiple communes (e.g. students and military personnel) are counted only once. |      |      |      |      |      |      |